# Inventions et sinfonies
Les Inventions et sinfonies (en allemand : Inventionen und Sinfonien), BWV 772-801, est le nom d'un cycle de 30 pièces à caractère de préludes composées par Jean-Sébastien Bach durant les dernières années de son séjour à Köthen.
À vocation pédagogique, ces pièces furent composées à l'intention de son fils aîné, Wilhelm Friedemann, qui aurait collaboré lui-même à ce travail de composition. On les trouve (dans un ordre différent et parmi d'autres pièces) dans le Klavierbüchlein für Wilhelm Friedemann Bach commencé en 1720.
Le recueil comprend 15 inventions à deux voix, zweistimmige Inventionen, (inventions ou fugues à deux voix) et 15 dreistimmige Inventionen, sinfonias à trois voix (sinfonias ou fugues à trois voix). Les deux séries suivent exactement le même ordre de tonalités :
1. do majeur
2. do mineur
3. ré majeur
4. ré mineur
5. mi bémol majeur
6. mi majeur
7. mi mineur
8. fa majeur
9. fa mineur
10. sol majeur
11. sol mineur
12. la majeur
13. la mineur
14. si bémol majeur
15. si mineur

Le titre que Bach donne à ce recueil souligne la vocation pédagogique de ces pièces :

« Un guide fidèle pour les amateurs du clavecin, où sera montré clairement l’art de jouer à deux parties, mais également, en progressant, celui de maîtriser parfaitement trois parties obligées; d’acquérir non seulement de bonnes Inventions, mais de les bien développer ; mais par-dessus tout, d’obtenir un jeu cantabile, tout cela en contractant un avant-goût sûr de la composition. »

Comme Le Clavier bien tempéré, et la majorité de l'œuvre de Bach, les Inventions et sinfonies ne furent pas publiées de son vivant, mais des copies manuscrites furent néanmoins largement diffusées avant sa première impression en 1801 ; depuis ce recueil a été beaucoup utilisé dans l'enseignement. Les inventions sont écrites sous la forme d'un canon renversable à l'octave ; les sinfonias présentent parfois une écriture en double ou triple-sujet (invention à trois voix n°9 en fa mineur par exemple).